# Muldenhammer (Eibenstock)

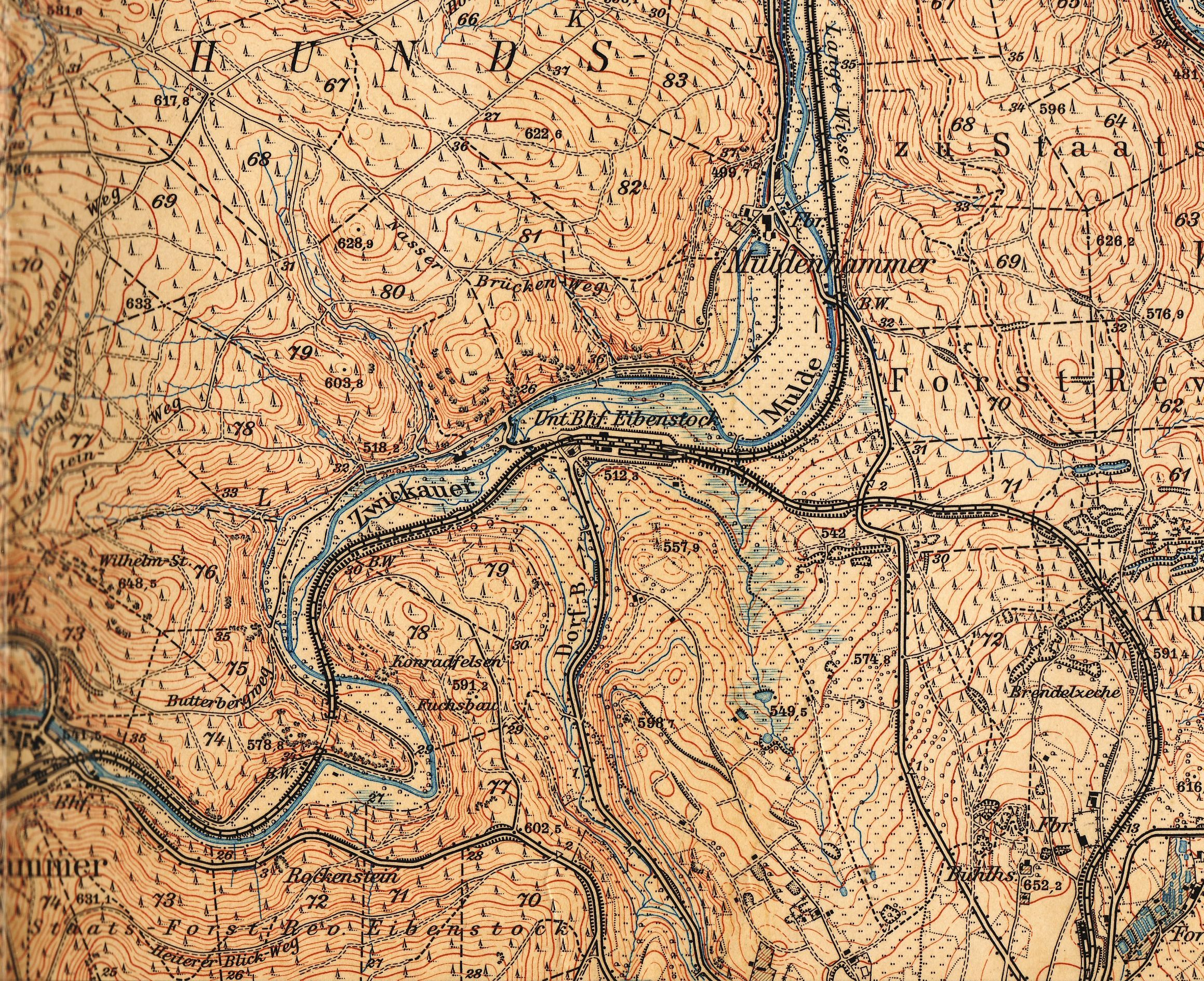
Muldenhammer im Tal der Zwickauer Mulde vor der Errichtung der Talsperre

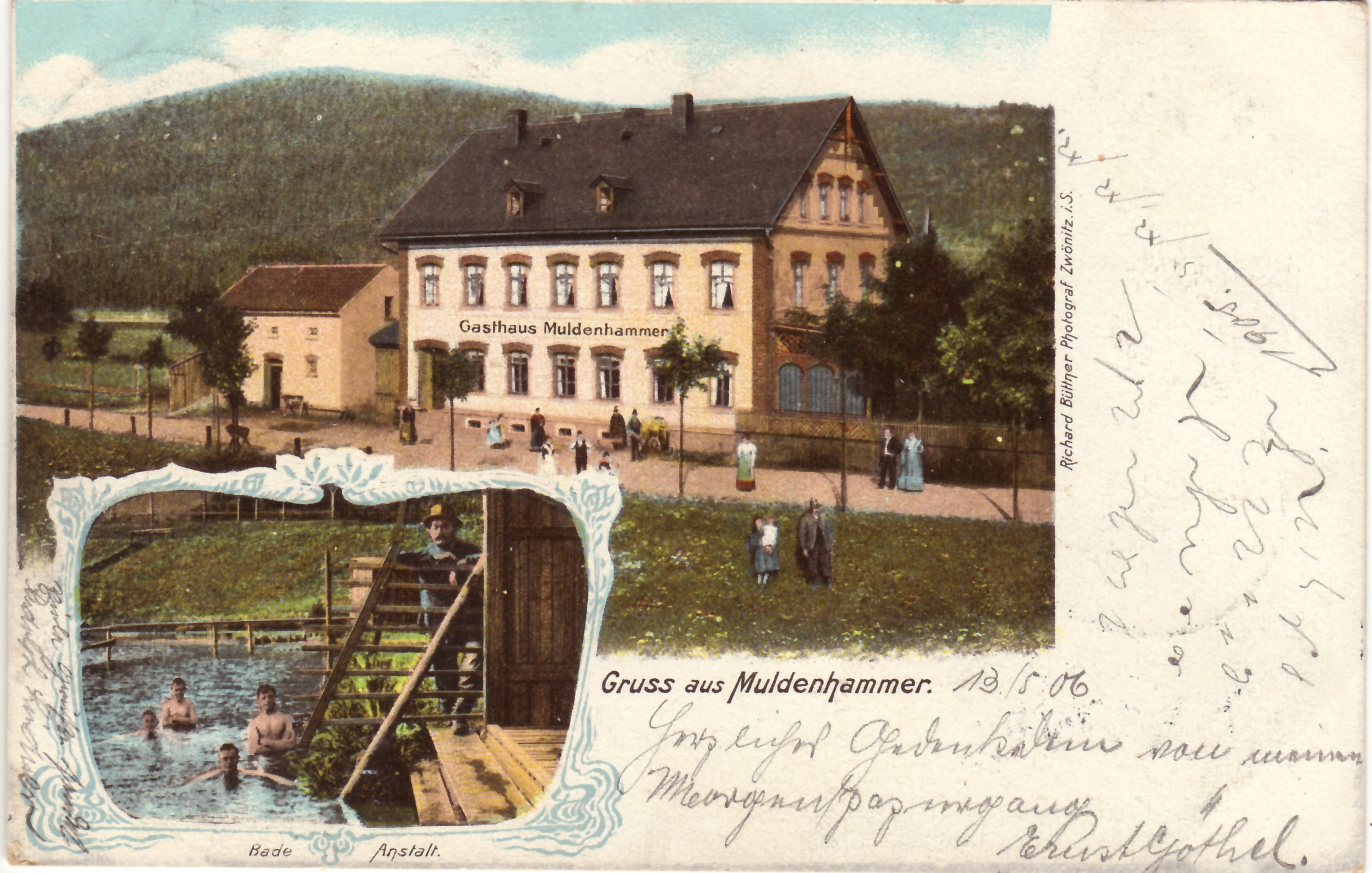
Gasthaus Muldenhammer mit Badeanstalt um 1905

Muldenhammer (auch Windischhammer, Windischthal,  Kleinhempel und Georgenhammer genannt) ist ein durch die Talsperre Eibenstock untergegangener ehemaliger Ortsteil der erzgebirgischen Stadt Eibenstock und ging aus einem erstmals im 16. Jahrhundert erwähnten Hammerwerk hervor.

## Geschichte
Das Hammerwerk an der Zwickauer Mulde wird im 16. Jahrhundert als Hammer untern Eybenstock genannt. Als erster bekannter Hammermeister ist Hans Dietz überliefert, unter dessen Führung nur „solche Sachen, die beym Hauß-Wesen unentbehrlich waren“ gefertigt wurden. Erst Jacob Kleinhempel, der Schwiegervater von Melchior Siegel,  richtete 1531 einen Waffenhammer ein und erhielt am 12. März 1588 als einer der ersten erzgebirgischen Hammerherren – nachdem die Laufzeit des Marx Röhling und dessen Erben erteilten Monopols für den Betrieb von Hochöfen in Kursachsen endete – die Konzession zur Erbauung eines Hochofens zum Schmelzen des Eisensteins. Es war ein Bauwerk von einer Höhe von 6 bis 8 Metern und konnte täglich eine Tonne Eisen produzieren. Bis Mitte des 17. Jahrhunderts blieb der Hammer im Besitz der Familie Kleinhempel. Daher kam die Bezeichnung im Volksmund der Kleinhempel für das Hammerwerk. In der Folge sind als Besitzer die Familien von Uttenhoven und Gottschald und 1748 Johann Paul Vogel nachweisbar. 1788 bestand der Muldenhammer aus einem Hochofen, zwei Frisch- und Stabfeuern sowie einem Zinnhaus. Als 1797 gemeinsam mit den Hämmern in Neidhardtsthal, Schönheiderhammer und Unterblauenthal die Hammergerechtigkeit erworben wurde, wurde dem Muldenhammer nur ein Zainhammer vorbehalten und der Hochofen stillgelegt. August Schumann nennt 1819 21 Häuser und die gut eingerichtete Ökonomie des Hammerguts „in einem sehr tiefen u. gewundn., zum Th. felsigen, finstern, aber romantischen Thale, oberhalb der Mündg. des Weißbachs, mit Neidhardsthal rainend“. Bis ins 20. Jahrhundert erinnerten ein Hammergut und ein Gasthaus an die traditionsreiche Eisenverarbeitung vor Ort.
Der ehemalige Werkweiler, der zunächst zu Hundshübel gehört hatte, bildete ab 1881 eine eigene Landgemeinde (Volkszählung 1939: 50 Einwohner) und wurde am 1. Oktober 1939 nach Eibenstock eingemeindet, wohin es seit jeher gepfarrt war. Die Einwohner der kleinen Siedlung wurden bei Baubeginn der Talsperre Eibenstock (1974–1987) umgesiedelt, da sich der Standort der zehn Wohnhäuser, der Holzschleiferei und Papierfabrik sowie des großen Gutes im Flutungsgebiet der Talsperre befand.
| Jahr            | 1834 | 1871 | 1875 | 1880 | 1890 | 1910 | 1925 | 1939 |
| --------------- | ---- | ---- | ---- | ---- | ---- | ---- | ---- | ---- |
| Einwohnerzahlen | 43   | 35   | 30   | 38   | 48   | 33   | 36   | 50   |

1834 bekannte sich eine Person zum römisch-katholischen Glauben. 1925 waren 36 Einwohner evangelisch-lutherischer Konfession. 1875 existierten 3, 1880 5 Häuser.